# Ліра Гіппократа
«Ліра Гіппократа» — всеукраїнський фестиваль-конкурс мистецтв студентів медичних навчальних закладів та працівників лікувальних установ.

## Відомості
Започаткований 2005 року в м. Тернополі.
Організатори: Міністерство охорони здоров'я України, Асоціація діячів естрадного мистецтва України, Міністерство культури і туризму України, Тернопільський державний медичний університет імені І. Я. Горбачевського, Тернопільська обласна державна адміністрація, обласна та міська ради, Національні радіо- і телекомпанії України. Головою оргкомітету перших фестивалів був Леонід Ковальчук.
Головний режисер-постановник — Євген Ваврик, ведуча — Лариса Недін.
Серед членів журі були Анатолій Авдієвський (голова журі, 2005), Ростислав Бабич, Микола Болотний, Степан Галябарда, Василь Феленчак, Віктор Герасимов, Анатолій Литвинов, Федір Тишко та інші.
Учасники — з усіх регіонів України. Творчі змагання в номінаціях: вокал, хореографія, розмовний та оригінальний жанри, команди КВК.
Музичний керівник фестивалю — Леонід Попернацький, автор гімну — Сергій Сірий.

## Фестивалі
- 1-й фестиваль — відбувся 25—27 листопада 2005 року на базі НОК «Червона калина» ТДМУ. Інформаційне забезпечення фестивалю-конкурсу здійснювали Перші національні канали Українського телебачення і радіо, головним інформаційним спонсором була газета «Голос України»[1]. Серед лауреатів — команда КВК ТДМУ.
- 2-й фестиваль — 2006, Чортківський медичний коледж. Серед лауреатів — жіноче вокальне тріо ТДМУ.
- 3-й фестиваль — 14—15 грудня 2007, ТДМУ. У фестивалі взяли участь майже 200 представників областей України. Гран-прі — Юрій Футуйма, дипломанти — солісти-вокалісти, студія естрадного танцю і шоу-балет «Фієста» (всі — ТДМУ). Гала-концерт відбувся у Тернопільській обласній філармонії.[2][3]
- 4-й фестиваль — 2008, м. Дубно Рівненської області.
- 5-й фестиваль — 2009
- 6-й фестиваль — 27-28 листопада 2010, м. Київ.
- 7-й фестиваль — 2011
- 8-й фестиваль — 2012, м. Київ.[4]
- 9-й фестиваль — 14 грудня 2014, м. Київ.[5][6] У конкурсі взяли участь 32 колективи та понад 300 виконавців.[7]